# رابرت بلارمین
رابرت بلارمین (انگلیسی: Robert Bellarmine; ۴ اکتبر ۱۵۴۲ – ۱۷ سپتامبر ۱۶۲۱) یک یسوعی ایتالیایی و یک کاردینال کلیسای کاتولیک بود. وی یکی از مهمترین چهره های مبارزه با اصلاحات کاتولیک بود.